# 郯县
郯县，中国古县名。
秦朝时置，治所在今山东省郯城县北。为东海郡治。秦末秦嘉、朱鸡石等起义，围东海太守于此。三国时，曹魏置侯国。西晋复为县。北齐废。北周大象元年（579年）复置。唐朝贞观元年（627年），废入下邳县。